# Юберзаксен
Юберзаксен (нім. Übersaxen) — містечко та громада округу Фельдкірх в землі Форарльберг, Австрія. Юберзаксен лежить на висоті 899 м над рівнем моря і займає площу 5,76 км². Громада налічує 629 мешканців. Густота населення 109/км².  
Округ Фельдкірх лежить на самому заході Австрії, на кордонах із Швейцарією та Ліхтенштейном. Це високорірний альпійський регіон. Населення округу, як і всього Форальбергу, розмовляє алеманським діалектом німецької мови, а тому ближче до швейцарців, ніж до населення більшої частини Австрії, яке розмовляє баварсько-австрійським діалектом. Округ, основною індустрією якого є туризм, має розвинуту мережу сполучення, численні гірськолижні траси й спортивні курорти з готелями та іншою інфраструктурою. 
|                                     |
| Юберзаксен на мапі округу та землі. |

Адреса управління громади: Dorfstraße 2, 6834 Übersaxen.
У громаді є дитячий садок, станом на 2007 рік було 44 школярі.

## Демографія
Історична динаміка населення міста за даними сайту Statistik Austria